# Arthur Hobrecht
Pour les articles homonymes, voir Hobrecht.
Arthur Heinrich Ludolf Johnson Hobrecht (né le 14 août 1824 à Berent, mort le 7 juillet 1912 à Lichterfelde) est un homme politique allemand, bourgmestre-gouverneur de Berlin de 1872 à 1878.

## Biographie
Il est le fils du rentier Ludolph Hobrecht et de son épouse Isabella Johnson, et le frère de James Hobrecht. Entre 1841 et 1844, il étudie le droit à Königsberg, Leipzig et Halle puis entre comme stagiaire dans la fonction publique à Naumbourg. En 1841, il devient membre de la Hochhemia. En hiver 1848, il fait partie de l'administration du l'arrondissement de Rybnik, puis fin 1849, de Grottkau. Par la suite, il est assesseur des gouvernements de Posen, Gleiwitz, Marienwerder. Entre 1860 et 1863, il travaille au ministère de l'Intérieur puis est élu maire de Breslau. Il est aussi député de la ville jusqu'en 1872 à la Chambre des seigneurs de Prusse.
Le 21 mars 1872, le conseil municipal de Berlin présidé par Friedrich Kochhann élit Arthur Hobrecht comme maire avec 55 voix contre 47. Il est aussi le député de la capitale à la Chambre des seigneurs de Prusse. En 1871, Berlin est devenu la capitale du Reich allemand. Hobrecht doit suivre l'installation de la nouvelle administration ainsi que la voirie de la ville. Il veut faire de Berlin la ville la plus propre d'Europe. Il fait appel au médecin Rudolf Virchow. Il entreprend la canalisation des eaux et confie cette tâche à son frère James.
Lorsqu'il échoue à établir une province du Grand Berlin, il démissionne de son poste de maire puis succède à Otto von Camphausen comme ministre des Finances. Il s'en va de nouveau en juillet 1879 en raison de différends avec Otto von Bismarck. Quelques mois après, il est élu à la Chambre des représentants de Prusse pour l'arrondissement de Preußisch Stargard (de) et le reste jusqu'en 1913. En 1881, il arrive au Reichstag en se faisant élire dans le district de Marienwerder et devient l'un des porte-parole du parti national-libéral. Après une défaite en 1884, il revient en 1886 à Graudenz puis perd de nouveau en 1890 face au candidat du Parti national démocratique polonais (de).